# Navigatoria
『Navigatoria』（ナヴィガトリア）は志方あきこのメジャーデビューアルバム。ハッツ・アンリミテッドのレーベルより2005年7月20日発売。

## 曲目
- Siren（セイレーン）

作編曲：志方あきこ　
- セイレーンをイメージした曲。歌詞なし。
- Navigatoria（ナヴィガトリア）

作編曲：志方あきこ 作詞：工藤順子
- 表題曲。ナヴィガトリアは航海を導く星（北極星）の意。
- 睡恋（スイレン）

作編曲：志方あきこ 作詞：Leonn・志方あきこ
- 西風の贈り物（ニシカゼノオクリモノ）

作編曲：志方あきこ　作詞：篠田朋子
- イタリア語曲。公開済みオルゴール素材のフルアレンジ兼歌曲バージョン。
- 花帰葬（ハナキソウ）

作編曲：志方あきこ　作詞：篠田朋子・Leonn
- ゲームソフト「花帰葬」のオープニングテーマのフルアレンジ。
- HOLLOW（ホロウ）

作編曲：志方あきこ 作詞：Ailani・篠田朋子・Shakespeare・Cicero
- 古英語・ラテン語曲
- カルナヴァル

作編曲：志方あきこ 作詞：工藤順子
- Sorriso（ソリーゾ)

作編曲：志方あきこ　作詞：篠田朋子
- イタリア語曲。 ゲームソフト「花帰葬」の挿入歌のフルアレンジ。
- 空の茜 空の蒼（ソラノアカネ　ソラノアオ）

作編曲：志方あきこ　作詞：工藤順子
- La Corolle（ラコロール）

作編曲：志方あきこ 作詞：Ailani
- フランス語曲。
- Makeda~Queen of Sheba~（マケダ～クイーンオブシバ～）

作編曲：志方あきこ　作詞：Leonn
- シバの女王「マケダ」の意。前半アムハラ語コーラス。